# Волф Дитрих Кемерер фон Вормс-Далберг
Волф Дитрих Кемерер фон Вормс-Далберг (на немски: Wolf Dietrich Kämmerer von Worms, Freiherr zu Dalberg; * ок. 1570; † 1 юли 1618 в Ашафенбург, Бавария) е немски благородник от фамилията „кемерер на Вормс“, фрайхер на Далберг при Бад Кройцнах, „байлиф“ на Лор, съветник на Курфюрство Майнц, „оберамтман“ в Ринек в Нидер-Олм и Гау-Алгесхайм.
Той е син на Йохан (Ханс) Кемерер фон Вормс, господар на Далберг, „байлиф“ на Ланщайн († 1607) и съпругата му Анна Катарина Валдбот фон Басенхайм († 1596), дъщеря на Антон Валдбот фон Басенхайм-Олдбрюк, шериф на Кобленц († 1571) и Катарина фон Неселроде († 1558). Внук е на Фридрих VIII фон Далберг, господар на Далберг, „байлиф“ на Опенхайм († 1574) и Анна фон Флекенщайн († 1564).
Волф Дитрих Кемерер фон Вормс-Далберг умира на 1 юли 1618 г. в Ашафенбург. Погребан е в катедралата на Майнц.

## Фамилия
Волф Дитрих Кемерер фон Вормс-Далберг се жени на 17 август 1604 г. в катедралата на Майнц за Магдалена фон Кронберг († 29 август 1616, Майнц, погребана в катедралата Майнц), дъщеря на Хармут XIV фон Кронберг (1550 – 1606), „байлиф“ на Хьохст, Хофхайм и Лор, и Маргарета Брендел фон Хомбург (* 1559). Те имат две деца:
- Мария Катарина Кемерер фон Вормс-Далберг († сл. 4 септември 1676), омъжена на 18 август 1634 г. за граф Херман фон Хатцфелд-Глайхен (* 12 юли 1603; † 23 октомври 1673)
- Волфганг Хартман Кемерер фон Вормс-Далберг цу Бухолт (* 1605; † 1654), съветник в Курфюрство Майнц и оберамтман в Хьохст, женен ок. 1634 г. за Мария Ехтер (* ок. 1622; † 1663), дъщеря на Йохан Дитрих Ехтер фон Меспелбрун († 1628) и Анна Катарина фон Далберг (* 1596/1599/1600), дъщеря на Волфганг Фридрих фон Далберг († 1621).

Волф Дитрих Кемерер фон Вормс-Далберг се жени (вер.) втори път на 26 февруари 1618 г. за Анна Урсула, дъщеря на Ханс Готфрид фон Валбрун и Мария Елизабет фон Спонхайм. Вдовицата му става монахиня в „Кларисен-манастир“ в Майнц.